# 民主人民党 (ドイツ)
民主人民党（Demokratische Volkspartei、略称:DVP）は、ドイツの政党。党首はハンス＝ウルリッヒ・リュルケ（de:Hans-Ulrich Rülke）。

## 歴史
1945年にバーデン＝ヴュルテンベルク州で設立された。共同創設者は、ランホルト・マイヤー（後にバーデン＝ヴュルテンベルク州首相）とテオドール・ホイス（後にドイツ連邦共和国初代大統領）。
「民主人民党」という党名は、1863年創設のドイツ進歩党の急進派と、1868年創設のドイツ人民党に由来する。
1948年から全国政党である自由民主党のバーデン＝ヴュルテンベルク州における支部となった。